# Another Passenger
Another Passenger è un album di Carly Simon, pubblicato dalla Elektra Records nel giugno del 1976. Il disco fu registrato al Sunset Sound Recorders di Los Angeles, California (Stati Uniti).

## Tracce
Lato A
1. Half a Chance – 2:55 (Carly Simon, Jacob Brackman)
2. It Keeps You Runnin' – 3:56 (Mike McDonald)
3. Fairweather Father – 3:30 (Carly Simon)
4. Cow Town – 4:15 (Carly Simon)
5. He Likes to Roll – 3:34 (Carly Simon)
6. In Times When My Head – 3:27 (Carly Simon)

Lato B
1. One Love Stand – 3:27 (Paul Barrere, Bill Payne, Kenny Gradney)
2. Riverboat Gambler – 3:53 (Carly Simon, Jacob Brackman)
3. Darkness 'Til Dawn – 3:18 (Carly Simon, Jacob Brackman)
4. Dishonest Modesty – 3:06 (Carly Simon, Zack Wiesner)
5. Libby – 4:42 (Carly Simon)
6. Be with Me – 1:53 (Carly Simon, Zack Wiesner)

## Formazione
- Carly Simon - voce, cori, celeste, chitarra acustica, pianoforte, Fender Rhodes
- Victor Feldman - percussioni, marimba
- Fred Tackett - mandolino
- Dr. John - chitarra elettrica
- Tiran Porter - basso
- John Hartman - batteria
- Jeff Baxter - steel guitar, chitarra elettrica, slide guitar
- Andrew Gold - chitarra elettrica
- Keith Knudsen - batteria
- Glenn Frey - chitarra
- Lowell George - slide guitar
- Richie Hayward - batteria, cori
- Van Dyke Parks - pianoforte, Fender Rhodes, marimba, fisarmonica
- Andy Newmark - batteria
- Milt Holland - percussioni, congas
- Rick Jaeger - batteria
- Bob Glaub - basso
- James Taylor - chitarra, cori
- Robert Greenidge - batteria
- Klaus Voormann - basso
- Patrick Simmons - chitarra elettrica
- Jim Keltner - batteria
- Michael McDonald - pianoforte
- Novi Novog - viola
- David Campbell - viola
- Andrew Love - sax
- Bud Shank - flauto
- Ellen Kearney, Leah Kunkel, Jackson Browne, Linda Ronstadt, Libby Titus, Lucy Simon, Alex Taylor, The Doobie Brothers - cori